# Рэйли, Джеймс
Дже́ймс Э́двард Рэ́йли (англ. James E. Reilly; 15 июля 1948 — 12 октября 2008) — американский сценарист и телепродюсер. Был главным сценаристом мыльной оперы NBC «Дни нашей жизни», а также исполнительным продюсером сериала «Страсти».
В 1993 году выиграл Дневную премию «Эмми"» в номинации «Outstanding Drama Series» в качестве соведущего сценариста «Путеводного света».
Умер Джеймс Рэйли в 60 лет в октябре 2008 года в ходе реабилитации после перенесенной операции на сердце.

## Карьера
В 1999 году, во время работы на NBC, Рэйли создал дневную мыльную оперу «Страсти». Был главным сценаристом сериала вплоть до его закрытия в 2008 году. Ранее  работал в качестве исполнительного продюсера и ведущего сценариста «Путеводного света» с 1990-го по 1992 год и «Дней нашей жизни» с 1992 по 1997 год. Рэйли также работал исполнительным продюсером, спец-консультантом и сценаристом для других дневных драм, таких как «Молодые и дерзкие», «Главный госпиталь», «Сансет Бич».
Во время написания сценария «Страстей» Рэйли вернулся в «Дни нашей жизни» в качестве главного сценариста: с 18 августа 2003 года по 9 августа 2006 года, когда его заменил бывший главный сценарист мыльной оперы «Как вращается мир» — Хогган Шеффер.
Пытаясь оживить и встряхнуть классические истории мыльных опер, в 1993 году Рэйли сразу же привлек к себе внимание после того, как стал главным сценаристом «Дней нашей жизни» и писателем основной сюжетной линии, в которой главная героиня Карли Мэннинг (Кристал Чэппел) — была похоронена заживо злодейкой — Вивиан Альмайн (Луиза Сориель) в течение нескольких недель шоу, насмехаясь над ней — в гробу, по микрофону — через динамики.
Желая всколыхнуть традиционные сюжеты мистическими красками, он создал, возможно самый печально известный сюжет: в 1995 году, когда центральная героиня шоу — Марлен Эванс (Дидри Холл) стала одержима сатаной. Сюжетная линия разыгрывается в течение года вместе с любовником Марлены, который, наконец, изгоняет демона, однако не раньше, чем шоу смогло вновь поднять рейтинги до прежнего уровня, несмотря на частые проблемы со стороны другого шоу "Суда об убийстве Симпсона". Все это оживило дневные программы тех лет и вызвало критику давних поклонников шоу, весьма расстроенных «свободоволием нравов Рэйли» из-за непрерывной линии шокирующих персонажей на протяжении тех лет.
С критическим понижением рейтингов «Дней нашей жизни» и угрозой NBC закрыть сериал, Рэйли вернулся в качестве главного сценариста летом 2003 года и дал карт-бланш на переформирование бюджета и «исправление недостатков шоу» (в то же время оставаясь на посту главного сценариста «Страстей»). Рэйли навсегда покинул шоу в 2006 году.
Рэйли был одним из 20 писателей, которых выбрали финансовым центром, лоббировавшим требования Гильдии Сценаристов Америки в течение 2007—2008 г.г, Гильдии Писателей Америки во время забастовок. После забастовки, WGA — написала письмо пересмотра имен этих людей, обвиняя его в подтасовке требований, поместив его в Чёрный Список.
Джеймс Рэйли был обладателем дипломов по социальной антропологии, психологии и биологии.

## Смерть
После смерти Рэйли в октябре 2008 года Кен Коридей из «Дней нашей жизни» сказал о нём: «Вся наша актёрская семья „Дней нашей жизни“ — глубоко опечалена недавней кончиной Джеймса Э’Рэйли. В мыслях и с молитвами — мы с его семьёй! Джим — был не только гениальным рассказчиком, который изменил ракурс дневных драм: он праздновал жизнь со страстью, с юмором и с признательностью, во стремлении к лучшему, что она могла ему дать. Он был вдохновением для всех нас… и мы будем очень скучать по нему»… Продюсер «Страстей» Лиза Де Чезет сказала: «Джим Рэйли — был не только большой легендой в нашей индустрии, но и большим другом и наставником. Его творчество, чувство юмора и гениальность ни чем не восполнить… Никогда не будет такого другого, как он, и я глубоко благодарна за те годы, которые мы провели вместе, работая над „Страстями“, и за ту радость, которую он принёс в мою жизнь»…"

## Известные работы на телевидении
Капитолий
- Младший заместитель главного сценариста: 1982

Надежда Райана
- Соведущий сценарист: Декабрь 1983-го — Февраль 1985-го

Главный госпиталь
- Соведущий сценарист: 1985—1988

Молодые и дерзкие
- Автор Сценария: 1990

Дерзкие и красивые
- Консультант: 1990

Путеводный свет
- Консультант: 1990 — 1992-го

Дни нашей жизни
- Соведущий сценарист: 21-го Декабря, 1991— 5-го Января, 1992; 11-го Августа 1998-го, 9 -го августа 2003-го — 2006-го
- Заместитель глав-сценариста: 9 августа 1989-го

Любовь и тайны Сансет Бич
- Спецконсультант по ужасам, мистике и катастрофам: 1997—1998

Страсти (телесериал)
- Исполнительный продюсер
- Глав-сценарист: 1999—2008
- Консультант продюсера: 1999—2008

## Награды и номинации
Daytime Emmy Awards
Победитель
- (1993; Лучший сценарист; Путеводный свет)

Номинации
- (1986; Лучший сценарист; Главный Хосптьаль)
- (1991; Лучший сценарист; Молодые и дерзкие)
- (1992; Лучший сценарист; Путеводный свет)
- (1994, 1997 и 1998; Лучший сценарист; Дни нашей жизни)
- (2001, 2002 и 2003; Лучший сценарист; Страсти)

Writers Guild of America Award
Победитель
- (сезон, 1992; Путеводный свет)

 Номинации 
- (сезон, 1994; Дни Нашей Жизни)
- (сезон, 2001; Страсти)